# أدريان فوينا
أدريان فوينا (بالرومانية: Adrian Voinea)‏ مواليد 6 أغسطس 1974 في فوكشاني، رومانيا، هو لاعب كرة مضرب روماني سابق بدأ مسيرته كمحترف سنة 1993 وكان يلعب باليد اليمنى، اعتزل اللعب في 2003. أعلى تصنيف له في الفردي كان المركز الـ 36 في سنة 1996.

## النهائيات

### الفردي: 2 (1–1)
| الحصيلة | الرقم | التاريخ | الدورة              | الأرضية | المنافس في النهائي | النتيجة            |
| الوصافة | 1.    | 1996    | بطولة صقلية الدولية | ترابية  | كريم العلمي        | 7–5, 2–1 ret.      |
| الفوز   | 1.    | 1999    | برايتون الدولية     | ترابية  | ستيفان كوبيك       | 1–6, 7–5, 7–6(7–2) |

## وصلات خارجية
- أدريان فوينا على موقع رابطة محترفي التنس (الإنجليزية)
- أدريان فوينا على موقع الاتحاد الدولي لكرة المضرب (الإنجليزية)
- أدريان فوينا على موقع كأس ديفيز (الإنجليزية)
- أدريان فوينا على موقع خلاصة التنس.كوم (الإنجليزية)